# Jimi Jamison
Jimmy Wayne Jamison, dit Jimi Jamison, né le 23 août 1951 à Durant (Mississippi), et mort le 1er septembre 2014 à  Memphis (Tennessee), est un chanteur et auteur-compositeur américain.
Jamison chante dans les groupes de hard rock Target et Cobra avant d'être recruté par Survivor en 1984. Après leur séparation, survenue en 1989, il entame une carrière solo. Jamison interprète notamment I'm Always Here, le générique de la série Alerte à Malibu (Baywatch). Le chanteur rejoint Survivor entre 2000 et 2006, puis de 2011 jusqu'à sa mort.

## Biographie

### Jeunesse et début de carrière
Jimmy Wayne Jamison naît le 23 août 1951 à Durant, dans une région rurale de l'État du Mississippi, aux (États-Unis). Il grandit à Memphis dans le Tennessee, où sa mère s'est établie. Il apprend la guitare et le piano durant son adolescence et forme The Brutes, son premier groupe. À la fin des années 1970, il chante au sein du groupe rock Target, signé par le label A&M Records. Au début des années 1980, il fait partie de Cobra, une formation sous contrat avec Epic Records. Leur album First Strike sort en 1983.

### Survivor

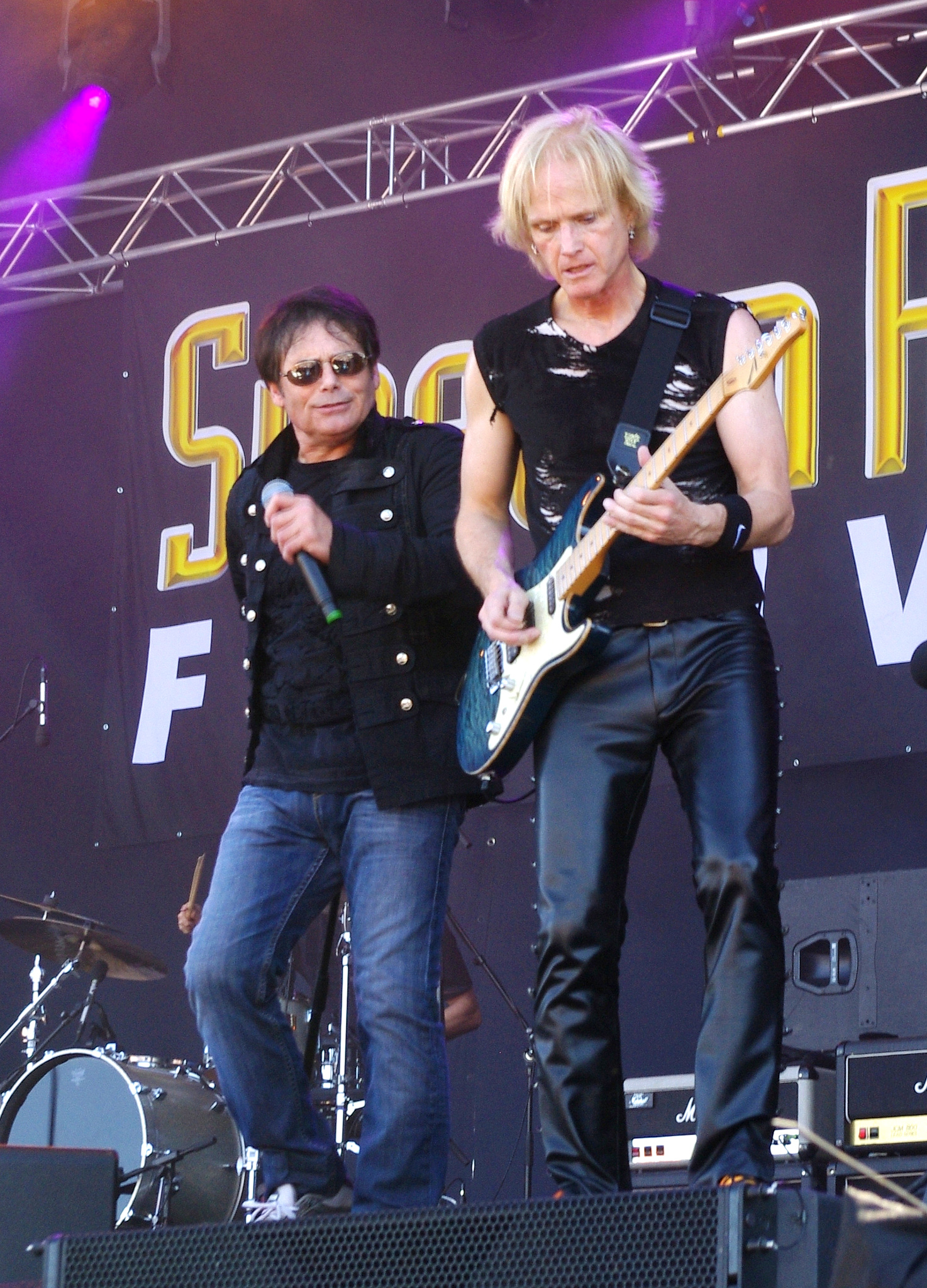
Jimi Jamison et Frankie Sullivan au Sweden Rock Festival en 2013.

En 1984, Jimi Jamison passe une audition organisée par Survivor afin de remplacer leur chanteur Dave Bickler, dont les cordes vocales sont endommagées. Deux ans plus tôt, le groupe de Chicago est devenu très populaire grâce à la chanson Eye of the Tiger, qui figure dans la bande originale du film Rocky III,. Jamison est engagé par Survivor, qui continue de connaître le succès avec son nouveau chanteur. Il enregistre avec eux l'album Vital Signs, sorti en septembre 1984, dont les titres High on You et The Search Is Over se classent dans le Top 10 du Billboard Hot 100. En 1985, les ventes de l'album atteignent le million d'exemplaires. L'année suivante, Burning Heart, extrait de la bande originale du film Rocky IV, atteint la 2de place du hit parade américain. Jamison participe ensuite à l'enregistrement de leur 6e album, When Seconds Count, sorti en novembre 1986. Le titre Is This Love? qui en est extrait se classe dans le Top 10. Survivor se sépare après la sortie de l'album Too Hot to Sleep en octobre 1988.
En 2000, Jimi Jamison prend part à la reformation du groupe, qui entreprend une tournée. Leur dernier album, Reach, paraît en 2006. Jamison se produit de nouveau avec Survivor à partir de 2011. Il donne son dernier concert avec le groupe l’avant-veille de sa mort,, soit le 30 août 2014.

### Carrière solo
Après la séparation de Survivor, Jimi Jamison a l'occasion de rejoindre Deep Purple, qui a écarté Ian Gillan, mais il doit refuser leur offre en raison du désaccord de sa maison de disques, Scotti Brothers Records. Il se produit sous le nom de « Jimi Jamison's Survivor », ce qui déclenche une bataille juridique avec Frankie Sullivan, guitariste et membre fondateur de son ancien groupe. En 1999, la commission d'appel pour les marques (Trademark Trial and Appeal Board, ou TTAB) de l'USPTO estime que les droits sur le nom appartiennent à ce dernier,.
Jamison co-écrit la chanson I'm Always Here, adoptée comme générique de la série télévisée Alerte à Malibu (Baywatch) à partir de la 2ème saison. When Love Comes Down, son premier album solo, paraît en 1991. Empires sort sur le marché européen en 1999. Son album Crossroads Moment paraît en 2008 en Europe, et l'année suivante aux États-Unis.
Jamison a collaboré avec d'autres artistes. Il apparaît notamment comme choriste sur des titres de The Jeff Healy Band et ZZ Top. Il fait partie du collectif Voices of Classic Rock. En 2011, il enregistre avec Bobby Kimball, l'ancien chanteur de Toto, un album intitulé Kimball / Jamison.

### Vie privée & mort
Jamison meurt le 1er septembre 2014 à son domicile de Memphis (Tennessee, États-Unis). Sa mort est d'abord attribuée à une crise cardiaque. Selon le rapport d'autopsie, le chanteur souffrait d'une maladie cardio-vasculaire ayant provoqué un rétrécissement de ses artères. La procédure révèle que sa mort a été causée par un accident cérébrovasculaire, auquel aurait pu contribuer sa consommation de méthamphétamine.

## Style musical
Durant son adolescence, Jimi Jamison est influencé par la musique soul et le rhythm and blues. Il apprécie les artistes du label Stax Records. Après avoir commencé sa carrière dans des groupes de heavy metal, Jamison apprécie de pouvoir chanter des titres plus lents comme High on You et The Search Is Over lorsqu'il rejoint Survivor. D'après lui, les ballades rock constituent en effet son point fort. Il a été comparé à Steve Perry, le chanteur de Journey.

## Engagements
Le chanteur soutient notamment la fondation Make-A-Wish, qui s'efforce de réaliser le vœu d'enfants malades, et l'Animal Rescue Foundation, un refuge animalier fondé par l'ancien joueur de baseball Tony La Russa et son épouse.

## Discographie

### Albums

#### Target
- 1976 : Target (A&M Records)
- 1977 : Captured (A&M Records)

#### Cobra
- 1983 : First Strike (Epic Records)

#### Survivor
- 1984 : Vital Signs (Scotti Brothers Records)
- 1986 : When Seconds Count (Scotti Brothers Records)
- 1988 : Too Hot to Sleep (Scotti Brothers Records)
- 2006 : Reach (Frontiers Records)

#### En solo
- 1991 : When Love Comes Down (Scotti Brothers Records)
- 1999 : Empires (sous le nom de Jimi Jamison's Survivor) (Frontiers Records)
- 2008 : Crossroads Moment (Frontiers Records)
- 2012 : Never Too Late (Frontiers Records)

#### Collaborations
- 2011 : Kimball / Jamison (avec Bobby Kimball) (Frontiers Records)